# Estación de Torralba
Torralba es una estación de ferrocarril situada en la localidad española de Torralba del Moral, en el municipio de Medinaceli en la provincia de Soria, comunidad autónoma de Castilla y León. Importante nudo ferroviario durante el siglo XX, su peso ha ido decreciendo con la apertura del trazado de alta velocidad que une Madrid con Zaragoza sin pasar por Torralba. Las instalaciones cuentan con servicios de media distancia operados por Renfe. 

## Situación ferroviaria
Las instalaciones, situadas a 1079 metros de altitud, forman parte de los siguientes trazados:
- Línea férrea de ancho ibérico Madrid-Barcelona, punto kilométrico 155,6.[2]
- Línea férrea de ancho ibérico Torralba-Soria, punto kilométrico 0,0.[3]

La llegada a la provincia de Soria desde Guadalajara se realiza cruzando el túnel de Horna, de 3 231 metros de longitud, visible desde la propia estación.

## Historia
El ferrocarril llegó a Torralba el 2 de julio de 1862 con la apertura del tramo Jadraque-Medinaceli de la línea férrea Madrid-Zaragoza por parte de la Compañía de los Ferrocarriles de Madrid a Zaragoza y Alicante (MZA). Sin embargo, la pequeña localidad no se vio dotada de ninguna estación. Esta situación tampoco cambió en 1892 a pesar de la puesta en marcha de la línea que une Torralba con Soria. Hubo que esperar hasta 1904 para que por fin se construyera la antigua estación, permitiendo así trasbordos entre las dos líneas existentes.
En 1941, con la nacionalización de los ferrocarriles de ancho ibérico, las instalaciones se integraron en la recién creada RENFE. Ese mismo también se inauguró el trazado Soria-Castejón, por lo que a partir de ese momento por Torralba circulaban trenes de la ruta Madrid-Pamplona. El 4 de julio de 1959 se inauguró el nuevo túnel ferroviario Horna-Torralba, de 3231 m, que rediseñó el arranque de la línea a Soria eliminando la curva de herradura del antiguo trazado, siendo inaugurada la nueva estación.
Desde el 31 de diciembre de 2004 Renfe Operadora explota la línea mientras que Adif es la titular de las instalaciones ferroviarias. 

### Accidente Ferroviario
El 16 de julio de 1980 en la estación se produjo el trágico suceso. Tras una importante tormenta con aparato eléctrico, el Talgo n.º 253 Barcelona-Madrid compuesto por rama Talgo III y remolcado por la locomotora 353.003 “Virgen del Yugo” (13 unidades en total) colisionó frontalmente en la misma estación con el TECO n.º 6206, encabezado por la 340.012 (ex.4012) y que se encontraba estacionado en la via 5. En este accidente murieron 16 personas, entre los que se encontraban el maquinista, ayudante, interventor y jefe de tren del Talgo, además del maquinista del mercancías, que pese a saltar a tiempo de la locomotora y escapar por la entrevía, le alcanzó un fragmento de uno de los contenedores, fruto de la colisión, produciéndole la muerte.  
Tiempo después la locomotora siniestrada 340 quedó apartada y varios de sus componentes fueron aprovechados para sus hermanas de serie. La 353.003, que remolcaba el Talgo, fue totalmente reconstruida en un trabajo digno de elogio por parte del personal de Talgo. Curiosamente, al ser reconstruida, en vez de incorporar su esquema de pintura original (rojo-plata), adquirió el esquema de pintura del Talgo Pendular (azul-crema), otorgándole a la locomotora una imagen muy similar a las 354, por aquellos años en proceso de recepción. Hasta que en 1990 esta locomotora fue repintada de nuevo en sus colores originales (rojo plata), estuvo asignada bastante tiempo al Talgo Camas Madrid-París, en el trayecto Madrid-Hendaya (vía Aranda), aunque también se la pudo ver de nuevo con su librea “pendular”, remolcando ramas Talgo III, (fácilmente confundible con una 354).
Un fallo en las señales luminosas fruto de la citada tormenta hizo que el conductor del Talgo siguiera su marcha hasta chocar con el tren de mercancías.

## La estación
Fruto de su ubicación en la antesala de la bifurcación del trazado hacia Soria y Zaragoza la estación posee un diseño atípico. El edificio de viajeros es un amplio edificio de ladrillos de tres plantas con forma de U invertida que se completa con cuatro torres de planta cuadrada situadas en otras tantas esquinas del mismo. Cada costado de la estación dispone de andenes que dan servicio a las respectivas líneas. Una larga galería de arcos decora toda la planta baja del edificio para viajeros.
Se compone de cuatro andenes, dos laterales y dos centrales, situados en cada lado de la estación. El número de vías es de ocho, cuatro por cada lado. 
El complejo ferroviario se completa con las antiguas viviendas usadas por los trabajadores de Renfe, muelles de carga, básculas, aguadores, depósito de locomotoras con puente giratorio y cocheras.

## Servicios ferroviarios

### Media Distancia
Renfe presta servicio de Media Distancia gracias a un tren diario, generalmente un automotor S-599 diésel, que une la estación con Madrid y con Soria (comercializado como Regional-Exprés). También efectúa parada el tren diario que une Madrid con Barcelona mediante un Regional-Exprés, siendo en este caso de la serie 470 de Renfe.
A pesar de ser una estación de empalme, en la práctica nadie hace trasbordo para ir de Soria a Zaragoza o viceversa, sino en Sigüenza, debido a la escasa oferta ferroviaria en Torralba.
| Línea MD | Trenes          | Origen/Destino   |  | Destino/Origen                |
| -------- | --------------- | ---------------- |  | ----------------------------- |
| 54       | TRD             | Madrid-Chamartín |  | Soria                         |
| 55       | Regional Exprés | Madrid-Chamartín |  | Barcelona-Estación de Francia |